# Barsanufius z Gazy
Svatý Barsanufius z Gazy († asi 540? Gaza) byl egyptský poustevník.

## Život
Narodil se v Egyptě. Podle některých informací vyrůstal ve velkém městě a získal dobré vzdělání, hovořil několika jazyky.
Přes 50 let žil jako poustevník blízko kláštera sv. Seridona v Gaze. Získal dar zázraků mezi nimiž byl i dar oživování. Jako poustevník se věnoval modlitbě a dosáhl velkého stupně duchovní dokonalosti. O životě, skutcích a zázracích se dochovalo několik rukopisů. Ve slovanských záznamech z 15. až 17. století jsou zaznamenané otázky které mu podávali studenti a laici. V 18. století se díky snahám sv. Paisija Veličkovského objevily na Athosu dva starověké pergamenové rukopisy s Barsanufiových odpovědí. Za jeho života byly přeloženy do moldavského jazyka a také do slovanských jazyků. Zveřejnění těchto rukopisů proběhlo v 19. století monachi Optiny Pustyň.
Psal dopisy ve kterých vystupoval proti Órigenistům. Je známo že si dopisoval se svatým Janem Prorokem, igumenem kláštera v Merosale a svým učitelem Doroteusem z Gazy.
Zemřel asi roku 540.

## Úcta
Jeho ostatky v roce 850 přenesl neznámý palestinský mnich do Orie, kde byly biskupem Theodosem uloženy do dnešního kostela sv. Františka z Pauly. Během maurského obléhání a dobývání města v letech 924 až 979 byly relikvie ztraceny, ale později znovu objeveny a umístěny do městské baziliky. Část relikvií se nacházejí ve vesnici poblíž Siponta.
Jeho svátek se slaví 11. dubna.